# Jenk Saborowski
Jenk Saborowski (* 4. Februar 1977 im Taunus) ist ein deutscher Schriftsteller, bekannt als Autor der Thriller-Reihe Agent Solveigh Lang.

## Leben
Saborowski studierte Publizistikwissenschaft und Germanistik. Er war von 2001 bis 2004 Marketingleiter bei der Mediengruppe Bertelsmann. Neben seiner schriftstellerischen Tätigkeit arbeitet er in einer von ihm mit gegründeten Werbeagentur und in der Firma seines Vaters. Er lebt mit seiner Frau in München und in Frankfurt.

## Werke
- Operation Blackmail. Thriller. Piper, München 2011, ISBN 978-3-492-26439-6.
- Biest. Thriller. Piper, München 2013, ISBN 978-3-492-30093-3.
- Argwohn. Thriller. Piper, München 2014, ISBN 978-3-492-30420-7.
- Phantom. Thriller. Piper, München 2015, ISBN 978-3-492-30470-2.